# Source Music
Source Music (hangul: 쏘스뮤직) är ett sydkoreanskt skivbolag och en talangagentur bildad år 2009 av So Sung-jin.

## Artister

### Nuvarande
|         |
| GFriend |

### Tidigare
|                      |
| 8Eight (med Big Hit) |

|                    |
| Glam (med Big Hit) |

|             |
| Kan Mi-youn |